# Burg Bernhausen
Die Burg Bernhausen ist eine abgegangene mittelalterliche Burganlage in Bernhausen, einem Stadtteil von Filderstadt im baden-württembergischen Landkreis Esslingen. Von der Stammburg der Herren von Bernhausen haben sich keine Reste erhalten; das Gebiet ist modern überbaut. Die genaue Lage ist nicht feststellbar.

## Lage
Die Burg befand sich etwa 450 Meter westlich der evangelischen Jakobuskirche. Die alte Flurname lautet Auf der Burg und Turmäcker. An die Burg erinnert heute noch die Straßennamen Auf der Burg und die Burgstraße.

## Geschichte

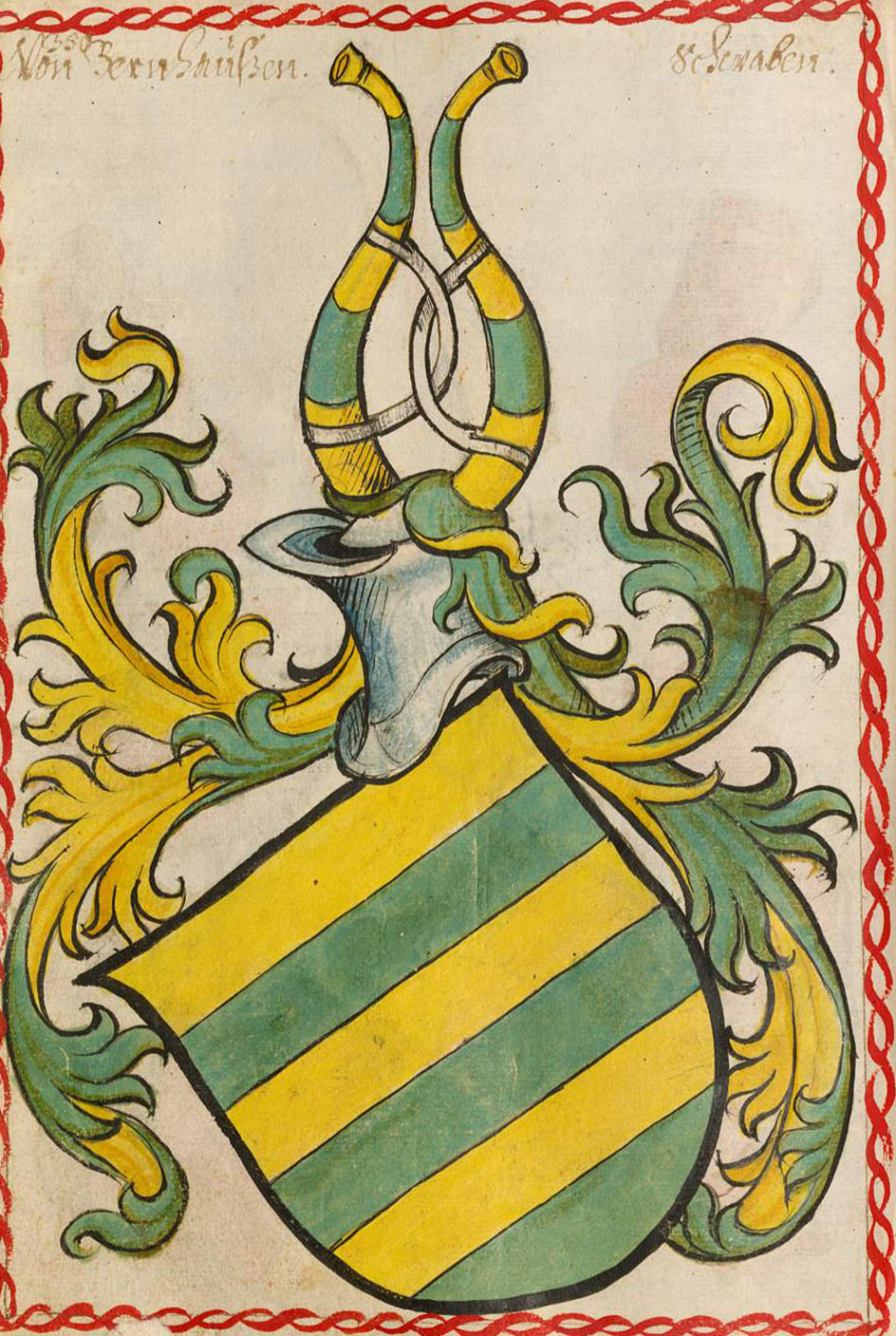
Wappen derer von Bernhausen (aus Scheiblers Wappenbuch)

Die Familie von Bernhausen wurde mit Wolfram und seinem gleichnamigen Sohn im Jahre 1027 erstmals erwähnt. Nach der Beschreibung des Oberamts Stuttgart soll die Burg zusammen mit dem Dorf im Jahr 1449 im sogenannten Ersten Markgrafenkrieg niedergebrannt worden sein. Beim Graben von Brunnen und der Errichtung von baulichen Anlagen wurden auf dem Burgstall Gebäudeschutt, bearbeitete Steine und Fundamente gefunden. Für eine gewaltsame Zerstörung der Anlage sprechen Funde von Waffen, metallenen Geräten sowie Brandspuren in Form von Asche, die man bei Grabungen feststellen konnte. Die Burg wurde danach aufgegeben und verfiel, die Herren von Bernhausen verließen die Gegend und siedelten auf die Burg Horningen bei Herrlingen um, die in der Folgezeit beträchtlich erweitert wurde. Ein anderer Familienzweig ließ sich im Breisgau nieder.
Mit Franz Maria Gebhard von Bernhausen starb die Familie 1839 im Mannesstamm aus.